# Kyo dake no ongaku
Kyo dake no ongaku (今日だけの音楽) é o 14º álbum de estúdio de Maaya Sakamoto. Foi lançado em 27 de novembro de 2019 pela FlyingDog, um selo da gravadora Victor Entertainment e possui onze faixas.

## Produção
Sakamoto imaginou o álbum como um conceito que muda de quando se o ouve em um dia e no próximo.
Sakamoto retomou várias parcerias para as composições do álbum, como Katsutoshi Kitagawa da banda ROUND TABLE e Takeshi Arai da banda the band apart.
Uma edição limitada foi lançada contendo um disco Blu-ray contendo um curta-metragem homônimo.

## Recepção
O álbum ficou nove semanas no Oricon Albums Chart, chegando à 5ª posição. Chegou à 4ª posição na Billboard Japan (e à 4ª no Hot 100); além da 6ª posição na Tower Records.

## Faixas
| N.º            | Título                      | Letras            | Música           | Arranjo                       | Duração |  |
| 1.             | "Hajimari"                  | instrumental      | M. Sakamoto      | Ryuji Yamamoto                | 2:23    |  |
| 2.             | "Hidden Notes"              | M. Sakamoto       | SIRA             | Zentaro Watanabe              | 4:39    |  |
| 3.             | "Hawking no Sora ni"        | Hiroshi Ichikura  | Shinichi Osawa   | S. Osawa                      | 4:33    |  |
| 4.             | "Yuuran Goblet"             | Enon Kawatani     | E. Kawatani      | E. Kawatani e Seigen Tokuzawa | 3:53    |  |
| 5.             | "Onozomidoori"              | M. Sakamoto       | Ichiyo Izawa     | I. Izawa                      | 3:54    |  |
| 6.             | "Old Fashion"               | M. Sakamoto       | Takeshi Arai     | Katsutoshi Kitagawa           | 4:51    |  |
| 7.             | "Kayoubi"                   | Yasuyuki Horigome | Y. Horigome      | Shin Kono                     | 4:10    |  |
| 8.             | "Träumerei"                 | M. Sakamoto       | Shinobu Watanabe | S. Watanabe                   | 3:18    |  |
| 9.             | "Komayaka ni Futa wo Shite" | E. Kawatani       | E. Kawatani      | E. Kawatani e S. Tokuzawa     | 3:46    |  |
| 10.            | "Diesel"                    | Yuho Iwasato      | Baku Furukawa    | B. Furukawa                   | 3:48    |  |
| 11.            | "Kyo Dake no Ongaku"        | M. Sakamoto       | M. Sakamoto      | R. Yamamoto                   | 5:05    |  |
| Duração total: | Duração total:              | Duração total:    | Duração total:   | Duração total:                | 44:20   |  |